# 法羅-代奧州

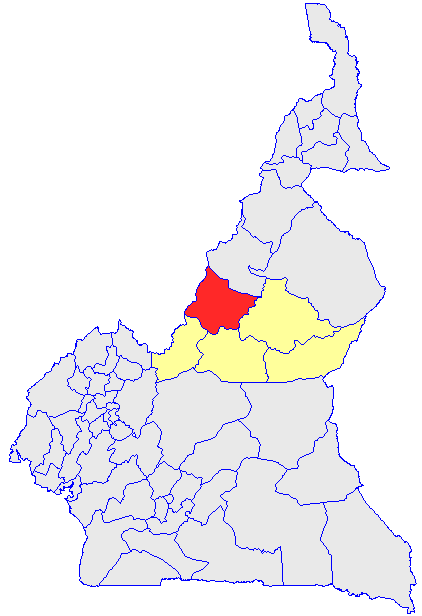

法羅-代奧州（法語：Faro-et-Déo）是喀麥隆的58個州份之一，位於該國中部，由阿達馬瓦區負責管轄，西面是馬約-巴尼奧州，面積10,435平方公里，2001年人口66,442，人口密度每平方公里16.5人。